# Артеев, Иван Николаевич
Иван Николаевич Артеев (род. 24 марта 1977) — российский спортсмен, член сборной команды России по лыжным гонкам на Олимпиаде в Турине 2006 года и чемпионате мира по лыжным видам спорта в Либереце 2009 года. Тренировался со сборной командой республики Коми под руководством олимпийского чемпиона, заслуженного тренера России Василия Павловича Рочева. В настоящее время тренирует юношей и девушек в школе олимпийского резерва республики Коми.